# كريس ويلسون (فنان قتال مختلط)
كريس ويلسون (بالإنجليزية: Chris Wilson) هو فنان قتال مختلط أمريكي، ولد في 7 يونيو 1977 في بورتلاند في الولايات المتحدة.

## وصلات خارجية
- كريس ويلسون على موقع يو إف سي (الإنجليزية)
- كريس ويلسون على موقع شيردوغ (الإنجليزية)
- كريس ويلسون على موقع IMDb (الإنجليزية)
- كريس ويلسون على موقع قاعدة بيانات الفيلم (الإنجليزية)